# Francesc Rubiralta i Vilaseca
Francesc Rubiralta i Vilaseca (Manresa, febrer de 1939 - Barcelona, 17 de novembre de 2010) va ser un empresari català, fundador de l'empresa siderúrgica Celsa, multinacional de capital familiar amb més de 8.000 treballadors a tot el món i una de les productores d'acer més grans d'Europa.
Nascut a l'edifici de ca la Buressa, a Manresa, el febrer del 1939, Francesc Rubiralta aviat va deixar la ciutat. Va estudiar enginyeria industrial a la Universitat Politècnica de Catalunya i també es va formar a Carnegie Mellon, Harvard i Stanford (Estats Units) i a IESE.
Francesc Rubiralta i el seu germà José María van crear un grup empresarial, propietat al 50% de cada un d'ells, format per la Compañía Española de Laminación (Celsa), grup siderúrgic creat a Sant Andreu de la Barca el 1967, i per Izasa, grup de material hospitalari creat el 1966, el qual posteriorment passà a denominar-se Werfen. L'empresa Celsa, tota una institució a Castellbisbal, on té la seu central, s'especialitzà en la fabricació d'acer amb forns elèctrics i amb la ferralla com a primera matèria. Del primer embrió de la companyia va arribar a convertir-se, 40 anys després, en una multinacional amb presència a França, la Gran Bretanya i Polònia, entre altres països.
A conseqüència de diferències entre les dues famílies, l'any 2006 els dos germans van decidir repartir-se els negocis, quedant-se Francesc amb Celsa, i Josep Maria amb Werfen.
L'any 2008 el diari El Mundo atribuí a Francesc Rubiralta una fortuna valorada entre 2.000 i 2.200 milions d'euros. Amb la seva fortuna va impulsar institucions culturals i d'investigació mèdica. A més de benefactor del Liceu, va promoure l'Institut de l'Empresa Familiar (IEF) i càtedres a la UPC, IESE i Esade. El 1997 va co-fundar la Fundació Adana per al tractament del trastorn per dèficit d'atenció, presidida per la seva dona, Isabel Rubió Badia. Van tenir quatre fills, Francesc (1977), Ignasi (1985), Carola (1986) i Anna (1989). Francesc Rubiralta morí l'any 2010 a Barcelona com a conseqüència d'una llarga malaltia. El seu fill Francesc Rubiralta Rubió el rellevà com a president i conseller delegat de Celsa.